# Nam Trung (Trung Quốc)
Nam Trung (chữ Hán: 南中, bính âm: Nanzhong) là một khu vực địa lý cổ xưa với cương vực bao gồm các địa danh hiện đại ngày nay như Vân Nam, Quý Châu, và miền nam Tứ Xuyên ở khu vực miền nam Trung Quốc. Khu vực này là quê hương của các bộ lạc thuộc tộc Nam Man thời Tam Quốc. Nam Trung được biết đến nhiều nhất trong lịch sử với cuộc nổi loạn, do Mạnh Hoạch cầm đầu vào năm năm 225 sau Công nguyên, cuộc nổi loạn ở Nam Trung đã khiến cho thừa tướng nhà Thục là Gia Cát Lượng phải dẫn quân vào tận vùng Vân Nam để bình loạn và áp dụng các chính sách vỗ về làm yên lòng các bộ lạc. Câu chuyện Gia Cát Lượng bảy lần bắt, bảy lượt tha Mạnh Hoạch rất phổ biến trong văn hóa Trung Quốc qua tiểu thuyết Tam Quốc diễn nghĩa.

## Trong Tam Quốc diễn nghĩa
Trong tác phẩm Tam Quốc diễn nghĩa, vùng đất và con người ở Nam Trung được mô tả thông qua cách nhìn của một người ở Trung Nguyên nên có cách nhìn khá phiến diện, là một xứ sở rừng rú, man di, chưa được giáo hóa, có những tập tục kỳ lạ. Tam Quốc diễn nghĩa đã dành 05 hồi, từ hồi 87 đến hồi 91 để mô tả chi tiết và cụ thể địa lý và con người Nam Trung thông qua cuộc chinh phạt của Gia Cát Lượng.
Theo các nhân vật nhà Thục Hán thì Nam Trung là một xứ ma thiêng nước độc, cây cối không mọc được. Vương Liên thì cho rằng: Đất nam Man xa cách, nhân dân không biết vương hoá là gì, thu phục thật khó. Mã Tốc cũng nêu lên rằng: Nam Man cậy có đất xa, núi hiểm, không phục đã lâu, tuy hôm nay phá xong, ngày mai tất lại làm phản. Quân rợ không tuân vương hóa, người rợ thường giết lẫn nhau, mang lòng ngờ vực, không tin nhau. Lúc tháng sáu, trời nắng chang chang, nóng hơn lửa đốt. Cái nóng phương Nam được vịnh thơ như sau: Núi đầm đều khô cháy, Lửa nóng tựa vầng dương, Biết đâu ngoài trời đất, Nóng bức thực khôn lường. Một số địa danh được nhắc đến trong vùng Nam Trung là:

### Các động và núi gồm
- Dưới quyền ảnh hưởng của Mạnh Hoạch gồm tám vùng Phiên, chín mươi ba điện. Trong đó có ba động thuộc quyền của Mạnh Hoạch (gồm có 3 động chủ) là Kim Hoàn Tam Kết, An Hội Nam và Đổng Trà Na trong đó có động Ngũ Khê nơi đóng quân của Kim Hoàn Tam Kết.
- Động Đái Lai của Đái Lai động chúa, Trưởng bộ Bát Phiên, em của Chúc Dong.
- Núi Ngân hàng: Là nơi đóng quân của Mạnh Hoạch, ở đó có ba con sông hiểm trở, hai từng ải vững chắc. Ngoài động Ngân hàng có ba con sông, là sông Lư, sông Cam Nam, sông Tây Thành, hợp làm một, gọi là Tam Giang. Mé bắc động hai trăm dặm, địa thế bằng phẳng, nhiều sản vật. Mé tây động hai trăm dặm, có giếng muối, mé tây nam hai trăm dặm, đến thẳng sông Lư, sông Cam. Mé chính nam ba trăm dặm, là động Lương Đô. Trong động có núi diễu quanh, trên núi có mỏ bạc, cho nên gọi là Ngân hàng. Trong núi Ngân hàng có nhiều cung điện, lâu đài, chính là chỗ sào huyệt vua Man Mạnh Hoạch.
- Động Bát Nạp do Mộc Lộc đại vương cai quản ở mé tây nam núi Ngân hàng
- Nước Ô Qua: Từ động Ngân hàng ra phía đông nam bảy trăm dặm, có nước Ô Qua do Ngột Đột Cốt làm vua.
- Động Thứu Long:

Từ vùng thuộc quyền của Mạnh Hoạch đi về mé tây nam, có một động gọi là động Thứu Long, Chúa động tên là Đóa Tư đại vương. Ở động này chỉ có hai con đường vào được. Một con đường về mé đông bắc địa thế phẳng phiu, đất lành nước ngọt, người ngựa đi lại dễ dàng. Một con đường ở mé tây bắc, núi non hiểm ác, đường sá hẹp hòi, lại lắm rắn dữ, rết độc, mỗi ngày về buổi chiều, chướng khí bốc lên, đến mãi trưa hôm sau mới tan, chỉ trong giờ thân, giờ dậu mới có thể đi lại được, bốn phía núi cao chót vót, lặng ngắt như tờ, không có tiếng chim chóc gì cả. Nước không uống được, ngựa người khó đi. Có bốn ngọn suối độc:
- - Á Toàn, nước tuy ngọt, nhưng uống phải thì không nói được, chỉ mười ngày là chết (Quân Thục do Vương Bình đến một ngọn suối, đang khát tranh nhau xuống múc nước uống về đến trại thì thấy quân sĩ không ai nói được, chỉ lấy tay trỏ vào mồm ra hiệu vì uống phải suối câm, chỉ vài ngày là chết).
  - Diệt Toàn, nước nóng như đun sôi, ai động phải thì da thịt ruỗng ra, thấu đến xương mà chết.
  - Hắc Toàn, nước hơi trong, ai dúng phải thì chân tay đen cả ra mà chết.
  - Nhu Toàn, nước lạnh như băng, ai uống phải thì cổ họng lạnh ngắt, mình mẩy mềm nhũn cả ra mà chết.

Bốn suối này toàn là khí độc tụ lại, không thuốc gì chữa được. Hơn nữa chướng khí bốc lên, chỉ trong vài giờ mùi, giờ thân, giờ dậu là qua lại được, còn đi vào giờ khác đều nhiễm phải chướng khí mà chết. Ở xứ này đến con chim, con sâu cũng không có. Nguyên nhân là do xứ này lắm giống rắn dữ, rết độc, hoa liễu bay vào trong khe, nước không sao uống được, phải đào giếng mới có nước uống được.
Tuy nhiên từ suối câm đi thẳng mé tây vài dặm, có một hang núi, vào trong hang đi hai mươi dặm nữa, đến một cái khe, gọi là khe Vạn An có một cái suối, gọi là suối An Lạc. Ai trúng phải độc, uống nước suối ấy khỏi, người nào sinh ghẻ, nhiễm phải chướng khí, tắm nước suối ấy tự nhiên không việc gì, nơi đó có một thứ cỏ gọi là giới diệp vân hương, ngậm lá cỏ ấy trong mồm, thì chướng khí không nhiễm vào được.
- Động Ngân Dã với chúa động là Dương Phong
- Hang Xà Bàn: Là một trái núi, trông thấy có cửa hang, vòng vèo như hình con rắn dài, hai bên vách đá dựng đứng, không có cây cối, núi đá trơ trụi, có một con đường cái đi thông ở giữa ra khỏi cửa hang tức là con đường lớn thành Tam Giang. Trước hang có một thung lũng gọi là điện Tháp Lang. Nơi đây Gia Cát Lượng đã hỏa thiêu quân Ô Qua.
- Khe núi Vạn An: Nơi ẩn giả Mạnh Tiết cư trú, có nhiều loại thuốc giải độc.

### Các con sông
- Sông Lư Thủy:

Là sông hiểm trở nơi Mạnh Hoạch đóng quân, sông này không có một chiếc thuyền bè nào, mà nước thì chảy xiết, cách sông Lưu Thủy một trăm năm mươi dặm, phía hạ lưu Sa Khẩu cửa sông Lư Thủy thì nước chảy từ từ nước nông. Tuy nhiên khi trời nắng chang chang, khí độc tụ cả trên bề mặt sông, ban ngày lại càng nhiều hơn, người nào lội xuống nước hoặc uống phải, thì sẽ trúng độc mà chết (Mã Đại từng cho quân sĩ cởi trần, lội ào sang, lội đến nửa chừng, quân sĩ đều ngã gục cả xuống sông người nào cũng hộc máu mồm, máu mũi mà chết).
Muốn lội, phải chờ lúc đêm thanh, khí độc không bốc lên, mà phải ăn no rồi lội thì mới không bị trúng độc. Theo Mạnh Hoạch thì ở con sông này, xưa nay vẫn có ác thần gây tai quái, kẻ đi lại phải cúng tế mới yên, hễ ác thần ra oai, mỗi năm phải dùng bốn mươi chín đầu lâu người và trâu đen, dê trắng mà tế thì tự nhiên sông lặng gió êm, lại được mùa luôn mấy vụ nữa
- Sông Cam và sông Tây Thành, cùng với sông Lư (Lưu Thủy) hợp thành vùng Tam Giang.
- Sông Tây Nhĩ Hà: Ngoài ra ở vùng này có một con sông gọi là Tây Nhĩ Hà, nước chảy tuy không xiết mấy nỗi, nhưng chẳng thấy một chiếc thuyền bè nào đi lại. Khổng Minh từng sai dẫn gỗ đóng bè thả xuống sông, nhưng vừa thả xuống, bè đã chìm, trên thượng lưu sông này, có một trái núi, tre mọc như rừng, có lắm cây to.
- Sông Đào Hoa: là con sông mà hai bên bờ toàn là cây đào, lâu ngày lá rụng xuống nước, người nơi khác uống phải thì chết ngay do nước lá đào rất độc, chỉ có người Ô Qua uống vào lại khỏe thêm ra

### Dân cư
Người Nam Man ở Nam Trung được mô tả rất chi tiết trong Tam Quốc diễn nghĩa, theo đó, người thuộc bộ lạc của Mạnh Hoạch thì có một số người là những người mắt xanh, mặt đen, tóc vàng, râu đỏ, tai đeo vòng vàng, đầu tóc bù xù, chân không giày dép gì cả, người nào cũng to lớn lực lưỡng. Các bộ lạc Man phương ở tám vùng Phiên thì có khoảng mười vạn quân hung tợn, dùng toàn mộc và mã tấu, quân thủ hạ thì múa may đao mộc, hung hăng xông xáo, thậm chí Quân Man còn cởi trần truồng đến thẳng cửa trại quân Thục chửi mắng. Quân Man của Mạnh Hoạch còn thạo nghề bắn cung nỏ, mỗi cái nỏ bắn ra mười phát tên một lúc, trên đầu tên lại tẩm thuốc độc, ai trúng phải tên, da thịt nát ruỗng ra, thấu đến ngũ tạng rồi chết.
Ở Động Ngân Hà của Mạnh Hoạch có tục lệ bốn mùa giết trâu, mổ ngựa cúng tế, gọi là "bốc qủy". Mỗi năm có lệ bắt người nước Thục hoặc người làng khác giết thịt tế thần. Người có bệnh không dùng thuốc thang, chỉ mời đồng cốt cầu cúng, gọi là "thuốc qủy". Ở đó không có hình pháp gì, hễ ai phạm tội là chém. Có con gái lớn, cho ra tắm ngoài suối, rồi trai gái tùy ý kén chọn lấy nhau, cha mẹ mặc lòng không cấm, gọi là "học nghề". Mỗi năm hai vụ, nước nôi điều hòa thì giồng thóc lúa. Năm mất mùa, giết thịt rắn nấu canh, và ăn thịt voi trừ bữa. Trong từng thung, nhà nào thần thế hơn cả gọi là chúa động, hạng thứ nhì gọi là tù trưởng. Mỗi tháng, ngày mồng một và ngày rằm, có họp chợ trong thành Tam Giang, mua bán đổi chác gì cứ đến cả đấy.
Quân sĩ dưới quyền của chúa động Ngân Dã thì tinh binh đều mặc thiết giáp, giỏi nghề trèo non vượt suối, bọn gái Man, múa đao che mộc cực giỏi, người nào cũng xõa tóc, đi chân không. Quân sĩ động Bát Nạp của Mộc Lộc thì tinh kỳ, khí giới của quân Man đều khác cách cả. Quân sĩ nhiều người không mặc áo sống, trần truồng như nhộng, mặt mũi đen sì, mình đeo bốn con dao nhọn. Trong quân không đánh trống, chỉ rung chuông làm hiệu.
Ở nước Ô Qua thì không có nhà cửa, mọi người ở cả trong hang núi và "ở đấy không có luân lý gì". Quân thủ hạ của Ô Qua thì mặt mũi kỳ dị, hình thù quái gở, đều dùng mã tấu, mình toàn mặc áo giáp mây (Dây mây mọc ở trong khe núi, leo bám vào vách đá, người xứ ấy lấy tẩm vào trong dầu nửa năm, mới vớt ra phơi khô, phơi rồi lại tẩm, hơn mười lượt, rồi đem chế làm áo giáp). Mặc vào mình, lội xuống nước không chìm, tên bắn, dao chém cũng không thấu gọi là "quân giáp mây" (tuy nhiên, ao giáp mây tuy dao, tên không đâm thấu được, nhưng nó là đồ tẩm dầu, hễ gặp lửa là cháy), người Ô Qua uống nước sông Đào Hoa vào thì không bị trúng độc mà lại khỏe thêm ra.